# Augustin Friedrich Walther
Augustin Friedrich Walther (Wittenberg, 26 ottobre 1688 – Lipsia, 12 ottobre 1746) è stato un anatomista e botanico tedesco.

## Biografia
Nel 1712 si laureò in filosofia presso l'Università di Wittenberg e l'anno seguente conseguì il dottorato in medicina presso l'Università di Lipsia. A Lipsia divenne professore di anatomia (1728), patologia (1732) e terapia (1737). Nel 1730 divenne direttore dell'Orto Botanico di Lipsia e nel 1737 fu rettore dell'università.
Tra i suoi numerosi scritti c'era un trattato botanico del 1735 chiamato Designatio plantarum quas hortus AF Waltheri complectitur, in cui fornì delle descrizioni di migliaia di specie di piante dal suo giardino botanico privato.
Il genere vegetale Waltheria della famiglia Sterculiaceae prende il nome da lui.

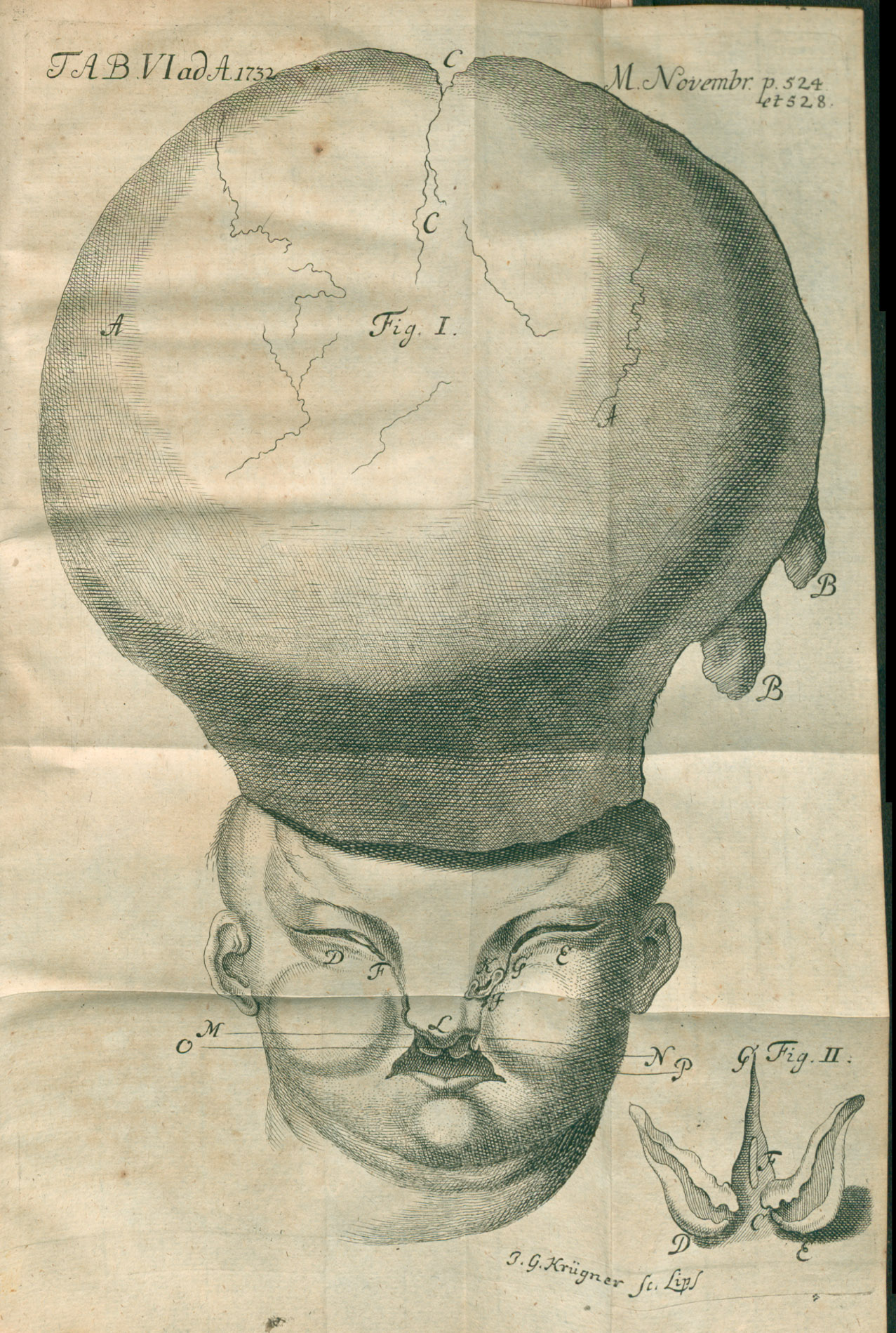
Illustrazione della recensione all'articolo Partus monstruosi pubblicato ne gli Acta Eruditorum, 1732
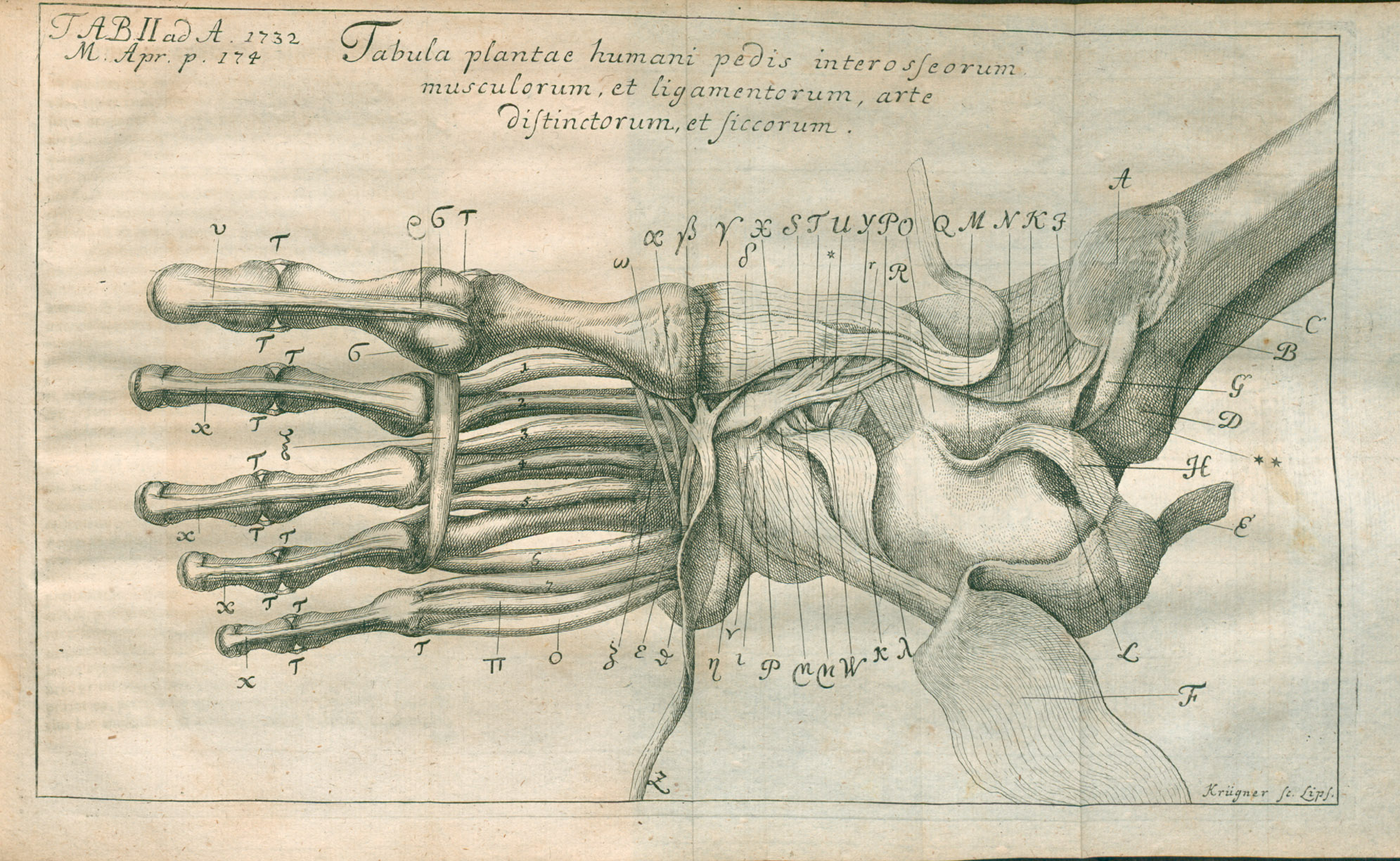
Illustrazione da Supplementum tractationis de articulis, ligamentis, ... pubblicato ne gli Acta Eruditorum, 1732